# Holleford
Holleford – krater uderzeniowy w prowincji Ontario, w Kanadzie. Skały krateru nie są widoczne na powierzchni ziemi.
Krater ma średnicę 2,35 km, powstał około 550 milionów lat temu (neoproterozoik / paleozoik), w skałach krystalicznych. Struktura ta wyróżnia się w obserwacjach lotniczych kolistym kształtem, ma lekko podniesione brzegi (~25 m względem środka), choć sam krater jest pogrzebany pod osadami. Częściowo na obszarze krateru leży wieś Holleford. Skały krateru stanowią naturalną pułapkę na gaz ziemny. Obserwowana jest anomalia magnetyczna i anomalia siły ciężkości; badania sejsmiczne wskazują na istnienie potrzaskanych skał (brekcji impaktowej) 100 m pod powierzchnią ziemi. W kraterze Holleford przeprowadzono także wiercenia badawcze.